# Systropus tripunctatus
Systropus tripunctatus är en tvåvingeart som beskrevs av Zaitzev 1977. Systropus tripunctatus ingår i släktet Systropus och familjen svävflugor. Inga underarter finns listade i Catalogue of Life.